# Szósty zmysł (film)
Szósty zmysł (ang. Sixth Sense) – film psychologiczny (z elementami horroru) powstały w 1999 roku w reżyserii M. Nighta Shyamalana. W rolach głównych występują: Bruce Willis jako dr Malcolm Crowe i Haley Joel Osment jako mały chłopiec, Cole Sear.
Film opowiada o historii psychologa dziecięcego (Bruce Willis), który usiłuje pomóc chłopcu zdającemu się cierpieć na rodzaj zaburzeń psychicznych – omamy (widzącego umarłych). Pomiędzy oboma bohaterami nawiązuje się relacja, w efekcie której obaj mogą sobie pomóc. Szósty zmysł zaliczany jest do horrorów, nie jest on jednak typowym przedstawicielem gatunku. Pomimo występowania budzących grozę scen, głównym celem nie jest nastraszenie widza. Fabuła filmu oparta jest na zaskakującym pomyśle, który poznajemy dopiero na końcu.

## Obsada
- Bruce Willis – dr Malcolm Crowe
- Haley Joel Osment – Cole Sear
- Toni Collette – Lynn Sear
- Olivia Williams – Anna Crowe
- Mischa Barton – Kyra Collins
- Donnie Wahlberg – Vincent Grey
- Peter Anthony Tambakis – Darren
- Jeffrey Zubernis – Bobby
- Bruce Norris – Stanley Cunningham
- Glenn Fitzgerald – Sean
- Greg Wood – pan Collins
- Trevor Morgan – Tommy Tammisimo
- Angelica Torn – pani Collins

## Opis fabuły
Doktor Malcolm Crowe, psychoterapeuta, zostaje postrzelony we własnym domu przez jednego ze swoich dawnych pacjentów, któremu nie był w stanie pomóc pozbyć się lęku. Kilka miesięcy później Crowe stara się pomóc chłopcu – Cole’owi Searowi. Chłopiec wyznaje doktorowi, że widzi osoby zmarłe nieświadome własnej śmierci, które chcą mu coś przekazać i których się boi.
Crowe sugeruje chłopcu, aby starał się pozbyć strachu i wysłuchać, co zmarli chcą mu powiedzieć. Dzięki temu Cole pomoże ujawnić zabójstwo małej dziewczynki.
Sam doktor Crowe jednocześnie ma problemy w małżeństwie, żona z nim nie rozmawia i ignoruje go. Zachowuje się jakby go nie widziała. Cole radzi mu porozmawiać z nią, gdy ona śpi. Dr Crowe postępuje według rady i zdaje sobie wówczas sprawę, że również umarł i nie jest świadom własnej śmierci – nie przeżył bowiem postrzału z początku filmu.

## Ekipa filmowa
- Reżyser: M. Night Shyamalan
- Scenariusz: M. Night Shyamalan
- Produkcja: Sam Mercer
- Muzyka: James Newton Howard

## Nagrody i nominacje
W 2000 film był nominowany do Oscara w sześciu kategoriach (najlepszy aktor drugoplanowy, najlepsza aktorka drugoplanowa, najlepszy reżyser, za montaż, najlepsze zdjęcia, najlepszy scenariusz), nie zdobył jednak żadnego.
Poza tym zdobył około 30 innych nagród oraz około 30 nominacji.